# José Guerra Balseiro Fragata
José Guerra Balseiro Fragata foi um Governador Civil de Faro entre 1 de Agosto de 1991 e 16 de Dezembro de 1991.